# Benkadi (Dioïla)
Pour les articles homonymes, voir Benkadi.
Benkadi est une commune rurale malienne de l'arrondissement central de Béléko, dans le cercle de Béléko et  région de Dioïla. Elle a pour chef-lieu la localité de Kotoula.

## Villages
La commune s'étend sur 6 villages relevés lors du recensement général de 2009. 
Les villages les plus peuplés sont :
- Kotoula (1 858 habitants) ;
- Ntia Dougoutigui (1 764 habitants) ;
- Woh (1 361 habitants).

## Politique
| Année | Maire élu       | Parti politique |
| ----- | --------------- | --------------- |
| 2004  | Yacouba Dembélé | UDD             |
| 2014  | Siaka Fomba     | RPM             |